# Lissodendoryx albemarlensis
Lissodendoryx albemarlensis är en svampdjursart som beskrevs av Desqueyroux-Faúndez och van Soest 1997. Lissodendoryx albemarlensis ingår i släktet Lissodendoryx och familjen Coelosphaeridae. Inga underarter finns listade i Catalogue of Life.